# Cơ quan hành chính Nhà nước Việt Nam

## Chính phủ
1. Thủ tướng Chính phủ
2. Phó Thủ tướng Chính phủ

## Trung ương
Cơ quan hành chính Nhà nước ở cấp trung ương bao gồm chính phủ, các Bộ và cơ quan ngang Bộ.
Hiện nay Việt Nam có 14 Bộ:
1. Bộ Quốc phòng
2. Bộ Công an
3. Bộ Ngoại giao
4. Bộ Xây dựng
5. Bộ Tư pháp
6. Bộ Tài chính
7. Bộ Công Thương
8. Bộ Văn hóa, Thể thao và Du lịch
9. Bộ Giáo dục và Đào tạo
10. Bộ Nông nghiệp và Môi trường
11. Bộ Y tế
12. Bộ Nội vụ
13. Bộ Khoa học và Công nghệ
14. Bộ Dân tộc và Tôn giáo

Và 3 cơ quan ngang Bộ:
1. Thanh tra Chính phủ
2. Ngân hàng Nhà nước
3. Văn phòng Chính phủ

Ngoài ra, Chính phủ còn có các cơ quan trực thuộc (không phải cơ quan hành chính) hiện tại bao gồm:
1. Viện Hàn lâm Khoa học Xã hội Việt Nam
2. Viện Hàn lâm Khoa học và Công nghệ Việt Nam
3. Thông tấn xã Việt Nam
4. Đài Tiếng nói Việt Nam
5. Đài Truyền hình Việt Nam

## Ngành
Cơ quan hành chính Nhà nước ở địa phương là các Ủy ban Nhân dân. Tương ứng với mỗi cấp địa phương có một cấp Ủy ban Nhân dân:
- Ủy ban Nhân dân tỉnh và thành phố trực thuộc trung ương.
- Ủy ban Nhân dân xã, phường, đặc khu.

Các cơ quan hành chính theo ngành tại địa phương bao gồm các cơ quan chuyên môn của Ủy ban Nhân dân và cơ quan đại diện của các bộ tại địa phương:
- Tại tỉnh, thành phố trực thuộc trung ương: các sở, ban, cục và tương đương.
- Tại các xã, phường, đặc khu: các phòng và tương đương.

Các cơ quan đại diện của các Bộ tại địa phương bao gồm các chi cục và tương đương. Chẳng hạn như Cục Thống kê có các đại diện tại các khu vực liên tỉnh là chi cục thống kê khu vực, dưới chi cục là thống kê cơ sở.

### Địa phương cấp tỉnh
Các cơ quan chuyên môn thuộc Ủy ban Nhân dân cấp tỉnh (cơ quan hành chính Nhà nước thẩm quyền chuyên môn) được tổ chức theo Nghị định 150/2025/NĐ-CP ngày 12/6/2025 của Chính phủ. Bao gồm:
- Sở Nội vụ
- Sở Tư pháp
- Sở Tài chính
- Sở Công Thương
- Sở Nông nghiệp và Môi trường
- Sở Xây dựng
- Sở Văn hóa, Thể thao và Du lịch (một số tỉnh tách thành Sở Văn hóa và Thể thao và Sở Du lịch)
- Sở Khoa học và Công nghệ
- Sở Giáo dục và Đào tạo
- Sở Y tế
- Thanh tra
- Văn phòng
- Các cơ quan chuyên môn được tổ chức theo đặc thù riêng của từng tỉnh, gồm có: Sở Ngoại vụ, Sở Du lịch, Sở Dân tộc và Tôn giáo, Sở Quy hoạch - Kiến trúc.

### Địa phương cấp xã
Các cơ quan chuyên môn thuộc Ủy ban Nhân dân cấp xã (là cơ quan hành chính Nhà nước có thẩm quyền chuyên môn) được tổ chức theo Nghị định 150/2025/NĐ-CP ngày 12/6/2025 của Chính phủ. Bao gồm:
Các cơ quan chuyên môn được tổ chức thống nhất ở các xã, phường, đặc khu thuộc tỉnh:
- Văn phòng Hội đồng Nhân dân và Ủy ban Nhân dân
- Phòng Kinh tế (đối với xã, đặc khu) hoặc Phòng Kinh tế, Hạ tầng và Đô thị (đối với phường và đặc khu Phú Quốc)
- Phòng Văn hóa - Xã hội